# Óscar Secco Ellauri
Óscar Secco Ellauri (1904 - 1990), fue un historiador y político uruguayo perteneciente al Partido Colorado.

## Biografía
Hijo de Francisco Secco Alves y María Reina Ellauri Belo y medio hermano de Joaquín Secco Illa, fundador de la Unión Cívica del Uruguay y diputado y senador por dicho partido. Era el sobrino nieto de José Eugenio Ellauri y Obes, Presidente de la República de 1873 a 1875 y bisnieto de José Longinos Ellauri Fernández, Presidente de la Asamblea Constituyente de 1830 entre otros numerosos cargos políticos.

## Carrera
Fue profesor de Historia Universal a nivel de Secundaria, Ellauri fue Deputy Ambassador de Uruguay en la Naciones Unidas y miembro de UNSCOP (Comisión especial de las Naciones Unidas sobre Palestina, según su sigla en inglés). para luego dedicarse a la política donde ejerció altos cargos como Ministro de Educación y Cultura entre 1948 y 1951 durante la presidencia de Luis Batlle Berres y Ministro de Relaciones Exteriores entre el 6 de junio de 1957 y el 1° de marzo de 1959 durante los mandatos de Arturo Lezama (1957-1958) primero y Carlos Fischer (1958-1959) posteriormente. También fue Diputado por el Partido Colorado (1943-47), Presidente del SODRE y Consejero de Educación Secundaria.